# Squalus albifrons
Squalus albifrons  (лат.) — вид рода колючих акул семейства катрановых акул отряда катранообразных. Обитает в западной части Тихого океана. Встречается на глубине до 450 м. Максимальный зарегистрированный размер 84 см. Не представляет интереса для коммерческого рыболовства.

## Таксономия
Впервые научно вид описан в 2007 году. Голотип представляет собой взрослого самца длиной 61,8 см, пойманного в 1986 году у берегов Нового Южного Уэльса (33°87' ю. ш. и 152°05' в. д.) на глубине 386 м. Паратипы: самки длиной от 59,6 до 84,4 см и самец длиной 69,5 см, пойманные там же на глубине 153—331 м, взрослые самцы длиной от 61,8 до 65 см, пойманные в водах Квинсленда на глубине до 450 м. Видовое название происходит от слов лат. albus — «белый» и лат. frons — «лоб», «бровь» и связан с тем, что по верхнему краю глазниц у этих акул имеется белая отметина.

## Описание
Максимальный зарегистрированный размер составляет 86 см. Самый маленький из пойманных взрослых самцов имел длину 62 см. Расстояние от кончика рыла до второго спинного плавника в 3,7—4,5 раз превышает длину переднего края грудных плавников и в 2,5—2,8 раз больше длины каудального края того плавника. Длина головы в 4,6—4,9 раз больше длины глаза. Грудные плавники взрослых акул имеют форму серпа. У основания спинных плавников имеются длинные шипы. Окраска тёмно-серого цвета, брюхо светлее. Молодые акулы окрашены в коричневый цвет.

## Ареал
Squalus albifrons обитают у восточного побережья Австралии. Эти акулы встречаются в верхней части материкового склона на глубине от 240 до 450 м.

## Взаимодействие с человеком
Вид не представляет интереса для коммерческого промысла. Иногда в качестве прилова попадает в рыболовные сети. Международный союз охраны природы присвоил виду статус «Вызывающий наименьшие опасения».